# Biserica din Birnau
Biserica din Birnau este o biserică loc de pelerinaj, ridicată în cinstea Fecioarei Maria, clădită în stil baroc, situată pe malul lacului Bodensee (Lacul Constanța) în apropiere de Uhldingen-Mühlhofen, landul Baden-Württemberg, Germania. Ea a fost clădită în stil arihitectonic baroc între anii 1746–1749 sub conducerea meșterului Peter Thumb, frescele fiind realzate de pictorul Gottfried Bernhard Göz, iar sculpturile sunt opera lui Joseph Anton Feuchtmayer.

## Istoric
Mănăstirea de azi a fost clădită pe un deal lângă Nußdorf, ca înlocuitor al unei bisericii de pelerinaj. Un document istoric atestă că în anul 1227 aici a existat o mănăstire de călugărițe care probabil aparținea de Mănăstirea cistercienilor Salem și episcopia Constanța. 

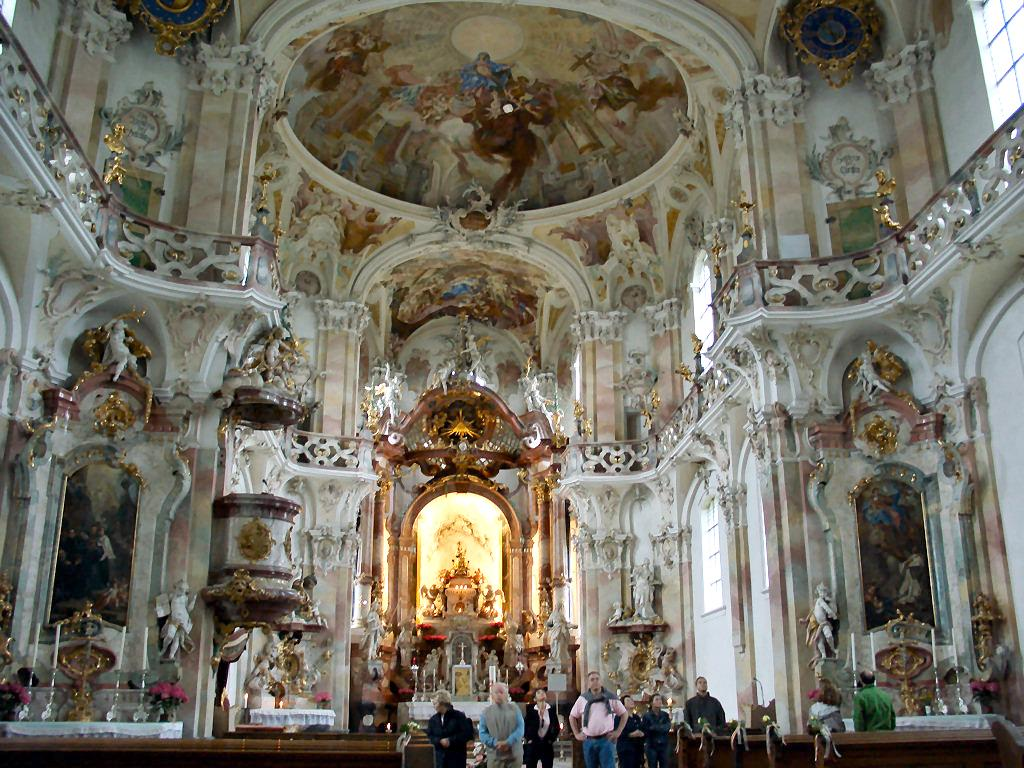

Prin secolul al XIV-lea a fost clădită o biserică din capela Mariei, care era deja un loc de pelerinaj, biserică mărită în secolele XVI și XVII.
În războiul de treizeci de ani exteriorul bisericii a fost distrus, numai capela a râmâne intactă. După război a fost reconstruită, devenind din nou un loc de pelerinaj. Aprobarea clădirii unei biserici care să servească ca loc de pelerinaj a fost acordată de papa Benedict al XVI-lea în data de 12 mai 1746 printr-o bulă papală, iar piatra de temelie a bisericii a fost așezată la 11 iunie 1747.

## Galerie de imagini

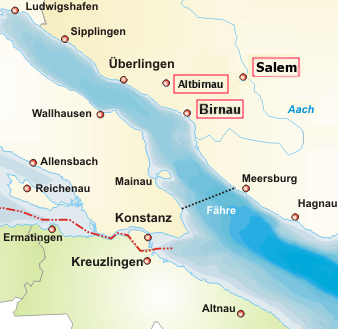
Amplasare
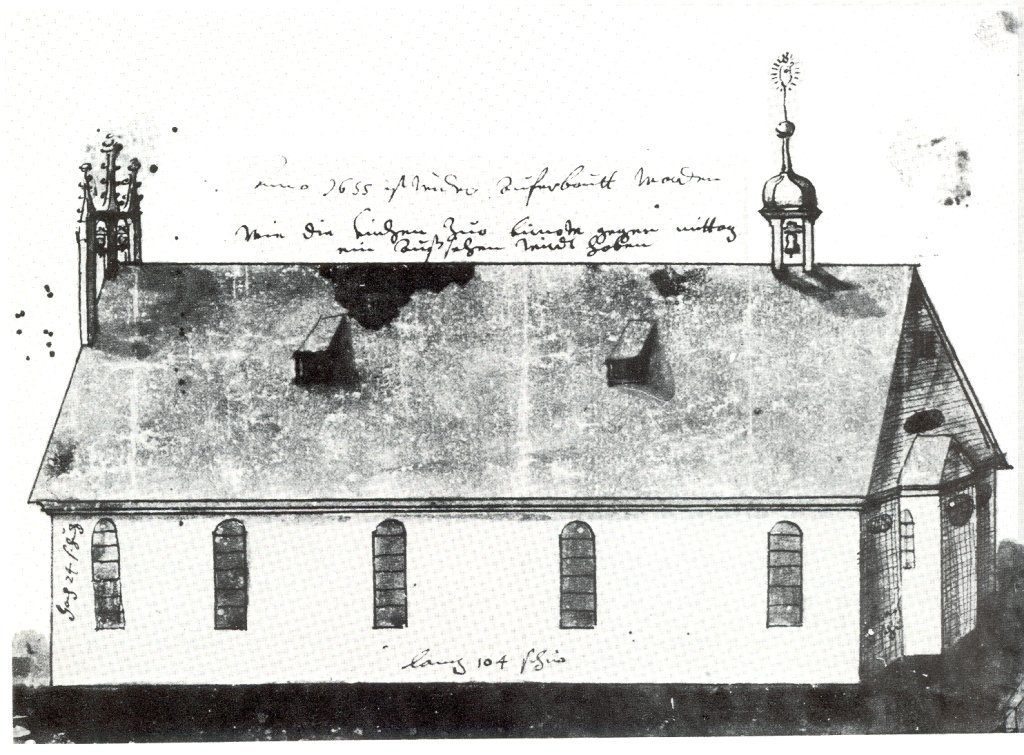
Biserica veche
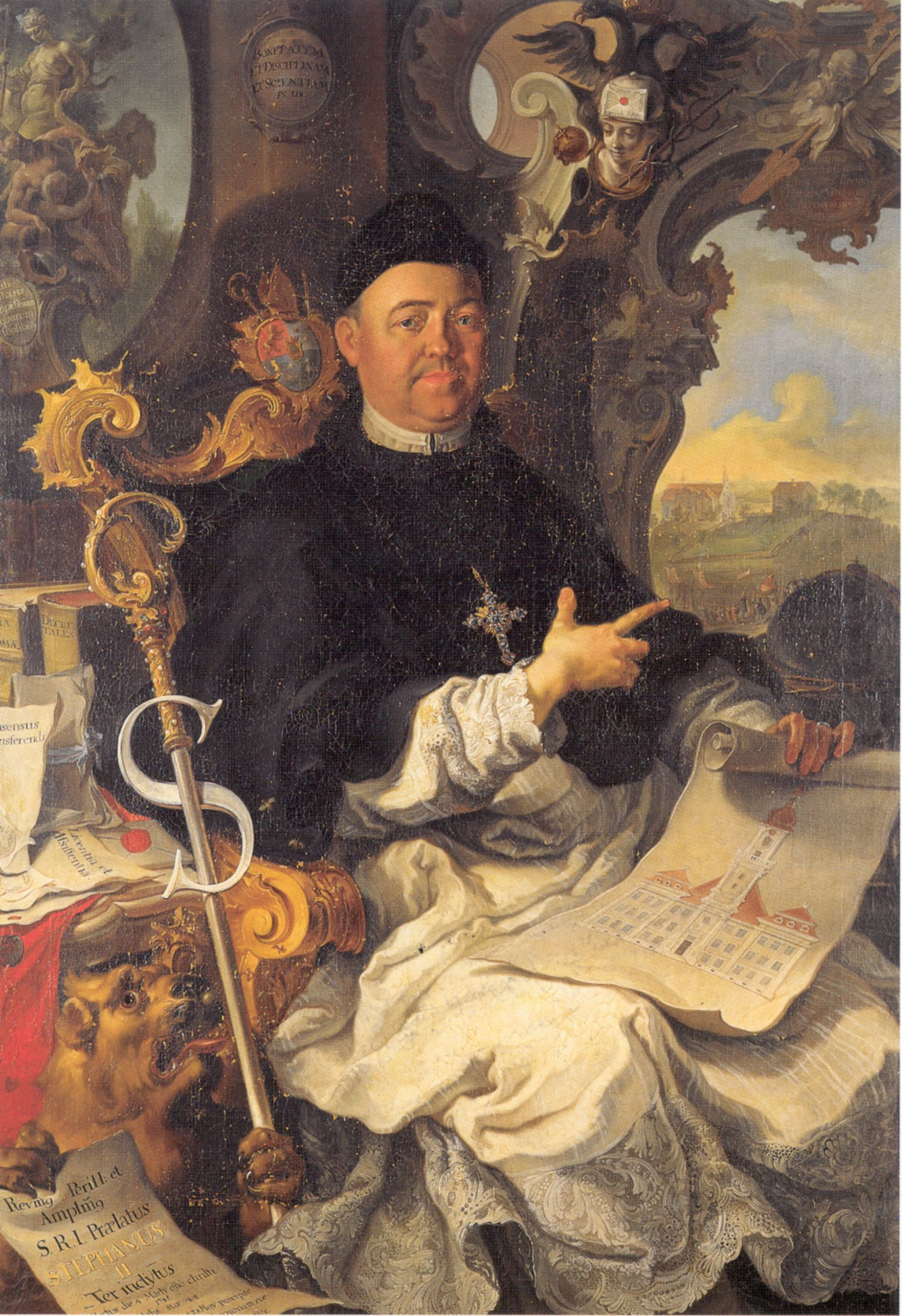
Starețul Stephan inițiatorul construcției noi
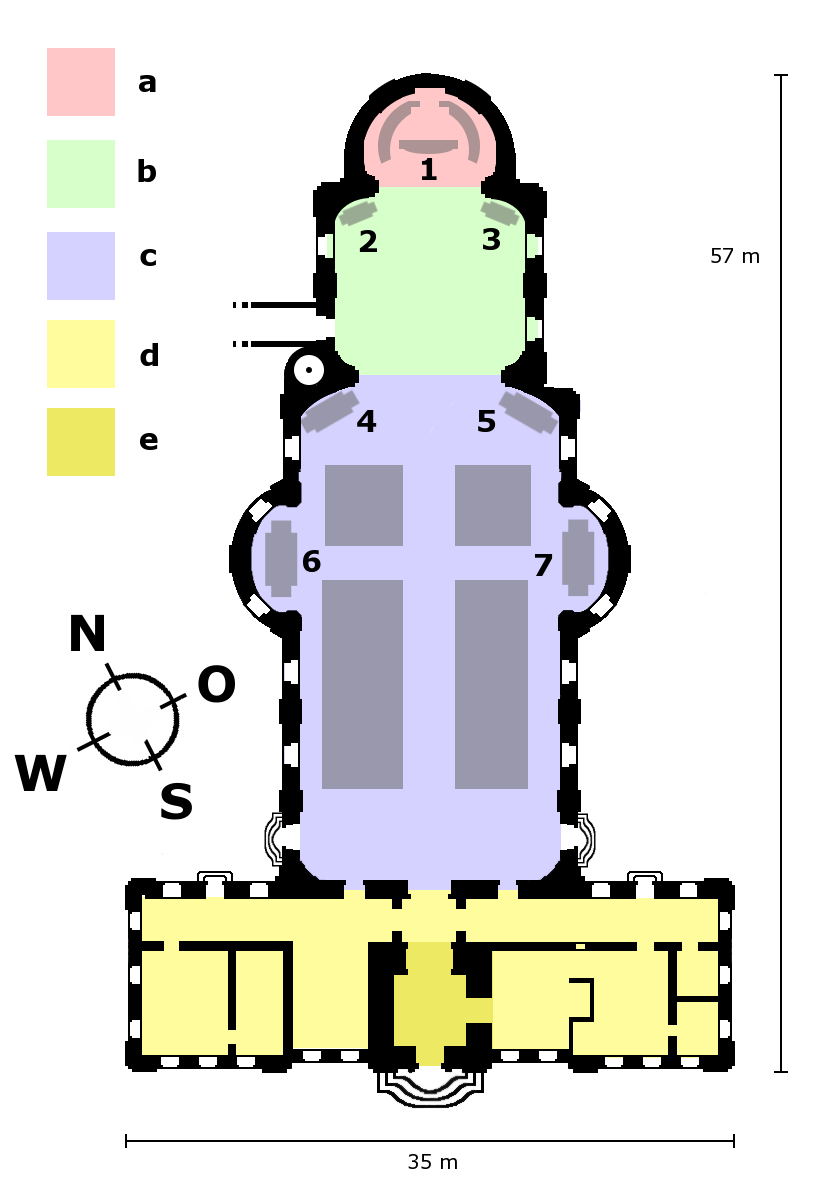
Planul bisericii